# 德塞布伦
德塞布伦是奥地利上奥地利州弗克拉布鲁克县的一个市镇。总面积17平方公里，总人口1528人，人口密度89.9人/平方公里（2005年）。